# تفجير حلب (أكتوبر 2012)
في 3 أكتوبر 2012، انفجرت ثلاث سيارات مفخخة في الزاوية الشرقية لساحة سعد الله الجابري، ما أدى إلى مقتل 40 شخصًا. تم الإبلاغ عن إصابة ما لا يقل عن 122 شخصاً. واستهدفت القنابل نادي الضباط ومباني مجاورة للفندق السياحي و «مقهى الجوحة» التاريخي وفندق ميراج قرب باب الجنان. وأصيب كل من الفندقين والمباني المحيطة بأضرار جسيمة بينما دمر مقهى جوهرة بالكامل. كما دمر مبنى صغير داخل نادي الضباط.

## اقرأ أيضاً
- قائمة الحوادث الإرهابية في سوريا